# 第一夫人 (韓國電視劇)
《第一夫人》是韓國MBN預計於2025年9月24日開播的水木迷你劇。由柳真、智鉉寓、李敏英主演。劇集講述當選韓國總統後，準總統向成為第一夫人的妻子提出離婚，夫妻間引發一連串的紛亂、陰謀、秘密，最終反思自身慾望與婚姻的意義。

## 製作
2024年10月17日，志談媒體（지담미디어）宣布將與影視內容行銷專門公司Roadshow+（로드쇼플러스）共同製作由金炯完（김형완）創作的電視劇《第一夫人》，本劇耗時6年的時間準備，靈感來自1992年查爾斯三世與黛安娜王妃的訪韓行。劇集講述當選韓國總統的丈夫，向成為第一夫人的妻子提出離婚後，在距離就任的67天裡，總統當選人夫妻之間令人窒息的衝突、政權陰謀與家族秘密，引發了國內紛亂，並在渴求權力與愛情的同時，回顧他們的慾望及婚姻的意義。
2025年4月17日，宣布柳真、智鉉寓、李敏英確定出演，並敲定由MBN播映。本劇是柳真、智鉉寓首次合作，也是他們首次參演MBN的戲劇作品；李敏英則是繼《結婚作詞，離婚作曲》系列、《依法相愛吧》、《完美的結婚公式》後，第4次演出志談製作的戲劇。
4月21日，MBN母公司每經媒體集團（매경 미디어 그룹）宣佈投資綜合娛樂公司Artist集團逾180億韓圓，共組MBN工作室（MBN 스튜디오），並加入本劇的製作陣容，作為雙方合作的首部作品，同時敲定由李昊炫（이호현）執導。
8月6日，釋出首支預告，並敲定於9月24日晚間10點20分開播。8月8日，宣布韓秀娥、申素律、金基邦、吳勝恩加入演出陣容。8月12日，釋出預告海報。8月14日，公開讀本會議影像。

## 演員與角色
- 柳真飾演車受蓮[2]

丈夫當選韓國總統後，如願成為第一夫人。這時，丈夫卻提出離婚的要求，令她陷入混亂之中。
- 智鉉寓飾演玄珉澈[2]

孤兒院成長、勞工出身，有著強韌的信念，立志成為總統。當選總統後，卻宣布要和妻子離婚。
- 李敏英飾演辛海璘[2]

珉澈的親信兼秘書。
- 韓秀娥飾演李和璡[9]

受蓮的造型師，對受蓮既憧憬又傾慕，並實現了待在她身邊的夢想。然而，她對受蓮的憧憬演變成無法控制的慾望，並釀成災禍。
- 申素律飾演孫珉珠[9][12]

對事件執著，並擁有如火般推進力的新聞雜誌記者。一直追蹤受蓮、珉澈夫婦，對他們瞭若指掌。受受蓮之託，邀她出演直播節目，結果卻使受蓮陷入衝擊性的危機。
- 金基邦飾演尹記柱[9][13]

從工廠勞工時期開始，便成為珉澈的摯友。曾經積極地幫助、支持珉澈，但經歷某一事件後，變得怨恨珉澈，並誓死扳倒他。是個正義、純樸、有理的人，在動搖的命運中面對無盡的對峙、升級的衝突，並為了證明正義而拼死掙扎。
- 吳勝恩飾演崔明主[9]

受蓮的服裝設計師。不管受蓮受到支持或遭受批評，她只為不斷增長的銷售額感到高興，是個只關心自身利益的貪婪人物。

## 分集
| 集數 | 標題   | 首播日期      | 片長   | 南韓收視人數 （百萬） |
| ---- | ------ | ------------- | ------ | --------------------- |
| 1    | 待公佈 | 2025年9月24日 | 待公佈 | 待定                  |

## 收視率
| 章節 | 標題   | 播出日期      | 尼爾森全國收視率 | 尼爾森全國收視率 | 尼爾森首都圈收視率 | 尼爾森首都圈收視率 |
| 章節 | 標題   | 播出日期      | 家庭戶比例       | 人數（百萬）     | 家庭戶比例         | 人數（百萬）       |
| ---- | ------ | ------------- | ---------------- | ---------------- | ------------------ | ------------------ |
| 1    | 待公佈 | 2025年9月24日 | 待定             | 待定             | 待定               | 待定               |

## 外部連結
- Daum上《第一夫人》的資料

| MBN 水木迷你劇                         | MBN 水木迷你劇              | MBN 水木迷你劇 |
| -------------------------------------- | --------------------------- | -------------- |
|                                        | 第一夫人 （2025年9月24日—） |                |
| Sponsor （2022年2月23日—2022年4月6日） | —                           |                |